# Monika Dahlberg (kunstenaar)

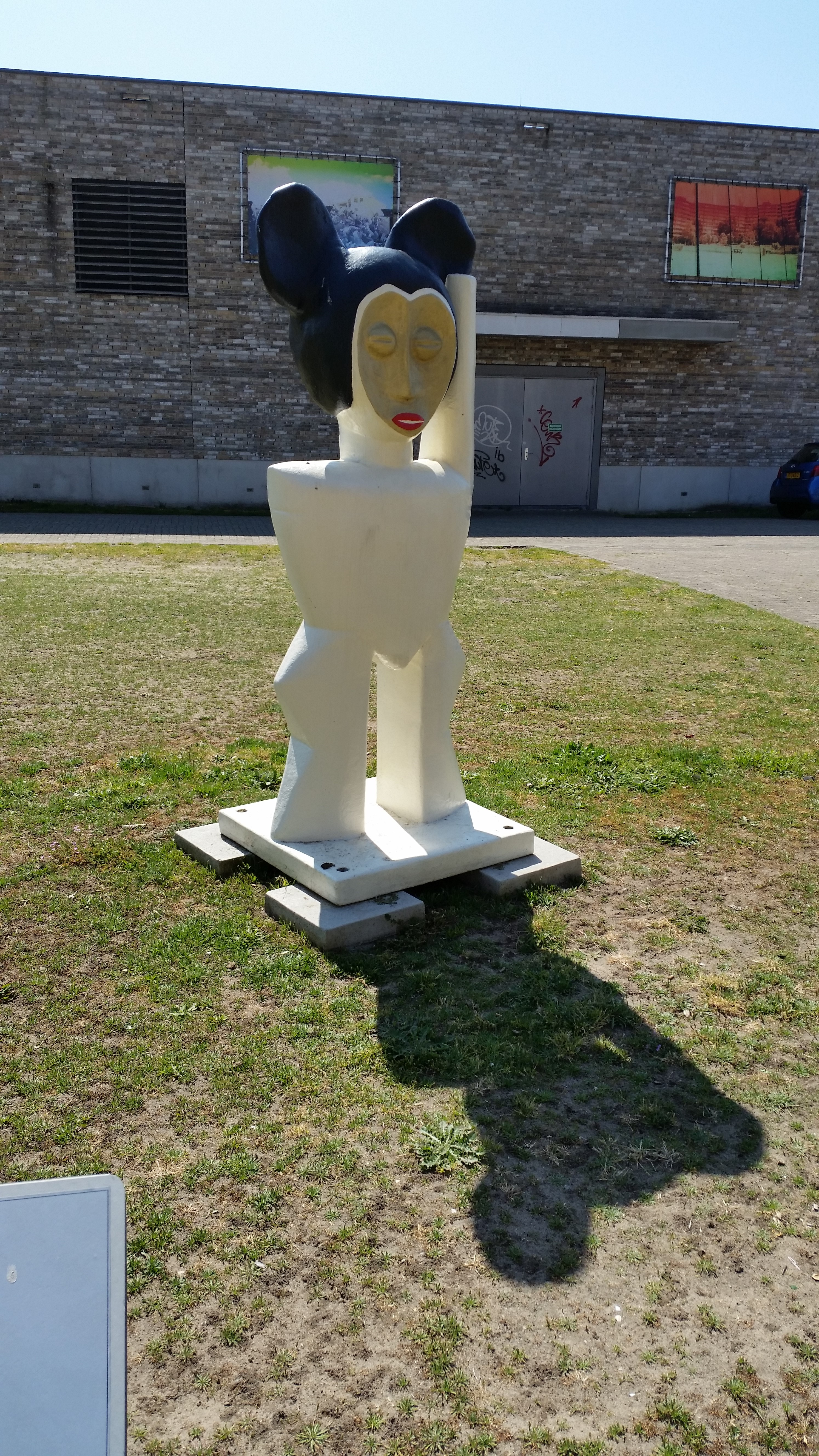
Kuboko Kumozi Kakinga (mei 2020)

Monika Dahlberg (Kenia, Kericho, 1975) is een Nederlands kunstenaar.
Dahlberg ouders behoren tot de Kipsigis, een bevolkingsgroep in Kenia, zij vestigde zich in 1978 in Nederland. Ze studeerde vanaf 1997 tot 2001 aan de Academie Minerva in Groningen en vestigde zich in 2016 in Doesburg. Ze is binnen diverse kunstuitingen actief; ze fotografeert (onder andere selfies, waarvoor zij zelf liever het woord otofoto gebruikt), maakt collages en ontwerpt beelden. In de foto’s, collages in beelden spelen de oren van Minnie Mouse en/of Mickey Mouse een voorname rol. In 2017 had ze een collage gemaakt van Gerard Fierets werk voor het Fotomuseum Den Haag (Paradise regainded). In 2020 was haar werk te zien tijdens de tentoonstelling Ateliergeheimen van Rotterdam in Museum Rotterdam.
In 2020 kreeg ze een bijdrage uit de 'Werkbijdrage Bewezen Talent' van het Mondriaan Fonds.
Van haar is een serie beelden bekend onder de gezamenlijke titel Gatekeepers. Een daarvan getiteld Kuboko Kumozi Kakinga (Congolees voor sterke man, sterke vrouw) staat sinds 2019 op een open ruimte grenzend aan het Anton de Komplein, Amsterdam-Zuidoost. In 2022 kregen twee nieuwe beeldjes uit de serie, Matumini (Hoop) en Uhuru (Vrijheid), een permanente plek aan de Oranje-Vrijstaatkade in Amsterdam voor de deur van kunstinstelling Framer Framed.